# Харченко Євген Борисович
Євге́н Бори́сович Ха́рченко (нар.1 лютого 1987, Київ — пом. 29 серпня 2014, с. Червоносільське) — український військовик, солдат резерву, Міністерство внутрішніх справ України.

## Біографія
Народився 1 лютого 1987 року в місті Києві. Закінчив київську школу № 305.
Здобув освіту в національній академії внутрішніх справ України, закінчив юридичний факультет.
Під час Євромайдану брав участь у протестних акціях.
Після анексії Криму Росією вирішив піти добровольцем до Національної гвардії України. З червня 2014 року служив штурмовиком у розвідувальній групі батальйону «Донбас».
Загинув 29 серпня 2014 року, під час виходу так званим «зеленим коридором» з Іловайського котла. Пожежна машина, в якій перебував Євген, рухалась в автоколоні батальйону «Донбас» із села Многопілля до села Червоносільське. На околиці останнього машина натрапила на позицію російського танка Т-72 зі складу 6-ї окремої танкової бригади збройних сил Росії. Боєць був нагорі пожежної машини з РПГ-7, коли танк прямим наведенням влучив у неї. Разом з Євгеном тоді загинули Павло Петренко («Бані»), Сергій Петров («Тур»), Андрій Журавленко («Восьмий»), Сергій Ковєшніков («Бірюк»), Михайло Данів («Ахім») та Андрій Щербіна («Портос»). Коли намагався полагодити один з автотранспортних засобів батальйону та відстрілювався, загинув від кулі снайпера молодший сержант Іван Ганя.
Упізнаний родичами та похований 21 вересня в Бортничах, історичній місцевості Києва.
Без Євгена лишились батьки і брат.

## Нагороди і вшанування пам'яті
- Орден «За мужність» III ст. (посмертно) (31 жовтня 2014) — за особисту мужність і високий професіоналізм, виявлені у захисті державного суверенітету та територіальної цілісності України, вірність військовій присязі[2]
- В Києві існує вулиця Євгенія Харченка
- Його портрет розміщений на меморіалі «Стіна пам'яті полеглих за Україну» у Києві: секція 3, ряд 9, місце 19
- Вшановується 29 серпня на щоденному ранковому церемоніалі вшанування українських захисників, які загинули цього дня у різні роки внаслідок російської збройної агресії[3]
- Іловайський Хрест (посмертно)
- 1 вересня 2016 року у приміщенні київської школи № 305 о відкрито меморіальну дошку на честь випускника Євгена Харченка
- Пам'ятний нагрудний знак «Іловайськ-2014» (посмертно)
- Медаль «Захисник-доброволець» (посмертно)
- Відзнака Президента України «За участь в антитерористичній операції» (посмертно)
- Медаль Батальйону Донбас «За відвагу» (посмертно)
- Почесна подяка від ГО «Київська міська спілка ветеранів АТО» (посмертно)
- Медаль «Честь. Слава. Держава.» (посмертно)